# Garrulax vassali
El charlatán cariblanco (Garrulax vassali) es una especie de ave paseriforme de la familia Leiothrichidae endémica de Indochina.

## Distribución y hábitat
El charlatán cariblanco únicamente en el este de Indochina; distribuido por Camboya, Laos y Vietnam. Su hábitat natural son los bosques húmedos tropicales.